# Дом (гора, Швейцария)
Дом (нем. Dom des Mischabel, также нем. Dom) — вершина высотой 4545 метров над уровнем моря, расположенная в Пеннинских Альпах, кантон Вале, Швейцария. Дом является третьим по высоте пиком Альп и вторым — в Швейцарии. Является частью горного массива Мишабель, целиком лежащего в Швейцарии.
Хотя название Dom родственно немецкому «купол», оно также может означать «собор». Вершина названа так в честь Кэнона Берчтольда из собора Сьона, первого человека, изучившего окрестности.
Прежнее название «Mischabel» происходит от термина из старонемецкого диалекта, обозначающего «вилы», так как высочайшие вершины массива расположены близко друг к другу.

## Геология
Массив почти полностью состоит из гнейса с поверхности Siviez-Mischabel. Последний является частью микроконтинента Briançonnais и располагается на поверхности Пеннин.

## Физико-географические характеристики
Дом является наивысшей точкой горной цепи, начинающейся с вершины Шварцбергхорн на юге, на границе с Италией, в пересечении с основной альпийской грядой, и идущей до вершины Дистельхорн на севере (рядом с городом Штальден).
К западу от хребта лежит долина Маттерталь, к востоку — долина Засталь. Города Ранда и Зас-Фе лежат в 6 километрах от вершины каждый (соответственно, на запад и на восток). Относительная высота вершины относительно долины 3150 метров с западной стороны (Ранда), и 3000 метров на восточной стороне (Зас-Грунд). Со стороны Маттерталя напротив вершины стоит почти такая же по высоте Вайсхорн (4506 метров), с другой стороны вершина Вайсмис (4017 метров). Дом — высочайшая точка долины Засталь, и вторая, после Монте-Розы, вершина Маттерталя.
Поскольку Дом лежит не в основной альпийской цепи, реки, стекающие с обеих, западной и восточной, сторон, впадают в одну и ту же главную реку, Рону, через реки Маттер-Фиспа и Засер-Фиспа. Дом — самая высокая из альпийских вершин с такой особенностью.

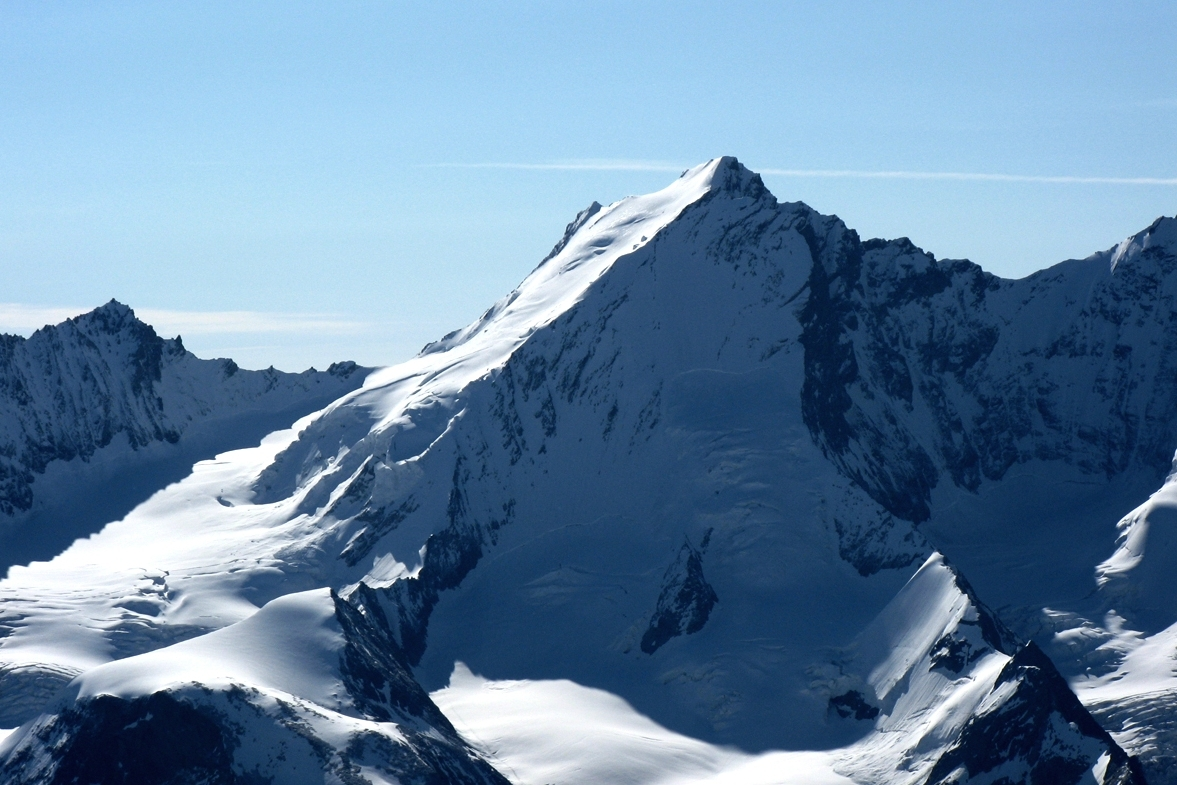
Западная стена вершины Дом

Форма вершины достаточно сложна, и состоит из пяти гребней и четырёх стен. Наиболее короткий и малозначимый гребень лежит к северо-западу от вершины к его длина всего 230 метров. Два основных гребня расположены на северо-северо-восток и на юг. Оба гребня, северный (идущий к вершине Ленцшпитце), и южный (ведущий к Тешхорну, и далее к вершинам Альпхубель и Аллалинхорн), образуют восточную стену, под которой лежит ледник Фе (Fee Glacier). Два последних гребня, западный и северо-западный, идут почти параллельно, образуя три стены на северной и западной сторонах вершины. В северо-западном гребне расположен перевал Фестийох, большая седловина между ледником Фести (Festi Glacier) на западной стене, и ледником Хоберг (Hohberg Glacier) на северной стене. Юго-восточная стена покрыта ледником Кинг (King Glacier).

## История восхождений
Первое восхождение на Дом (по северо-западному гребню) совершил Дж. Л. Дэйвис (J. L. Davies) с проводниками И. Цумтаугвальдом (Johann Zumtaugwald), Й. Крёнигом (Johann Krönig) и Х. Бранченом (Hieronymous Brantschen) 11 сентября 1858 года.
Первое восхождение по западному гребню было совершено 4 сентября 1878 года Е. П. Джексон и П. В. Томас с проводниками А. Поллингером, Й. Труффером, Й. М. Бинером, Й. Имбоденом и Й. Ленгеном. Прежде, чем попасть на гребень, они прошли траверсом по западной стене. Полное восхождение по западному гребню было совершено позже, в 1882 году П. Гюсфельдом с проводниками А. Бургенером и Б. Венетцем. Прямое восхождение по западной стене состоялось в 1962 году.
1000-метровая восточная стена была пройдена в 1875 году Й. Петрусом, А. и В. Пуклями и Л. Ноти.
Южная стена была покорена впервые в августе 1906 года Дж. У. Янгом и Р. Г. Мэйджором с проводниками Й. Кнубелем и Г. Лохматтером.
18 июня 1917 года, А. Лунн и Й. Кнубель совершили первое лыжное восхождение на Дом по леднику Хохберг на северной стороне.

## Галерея

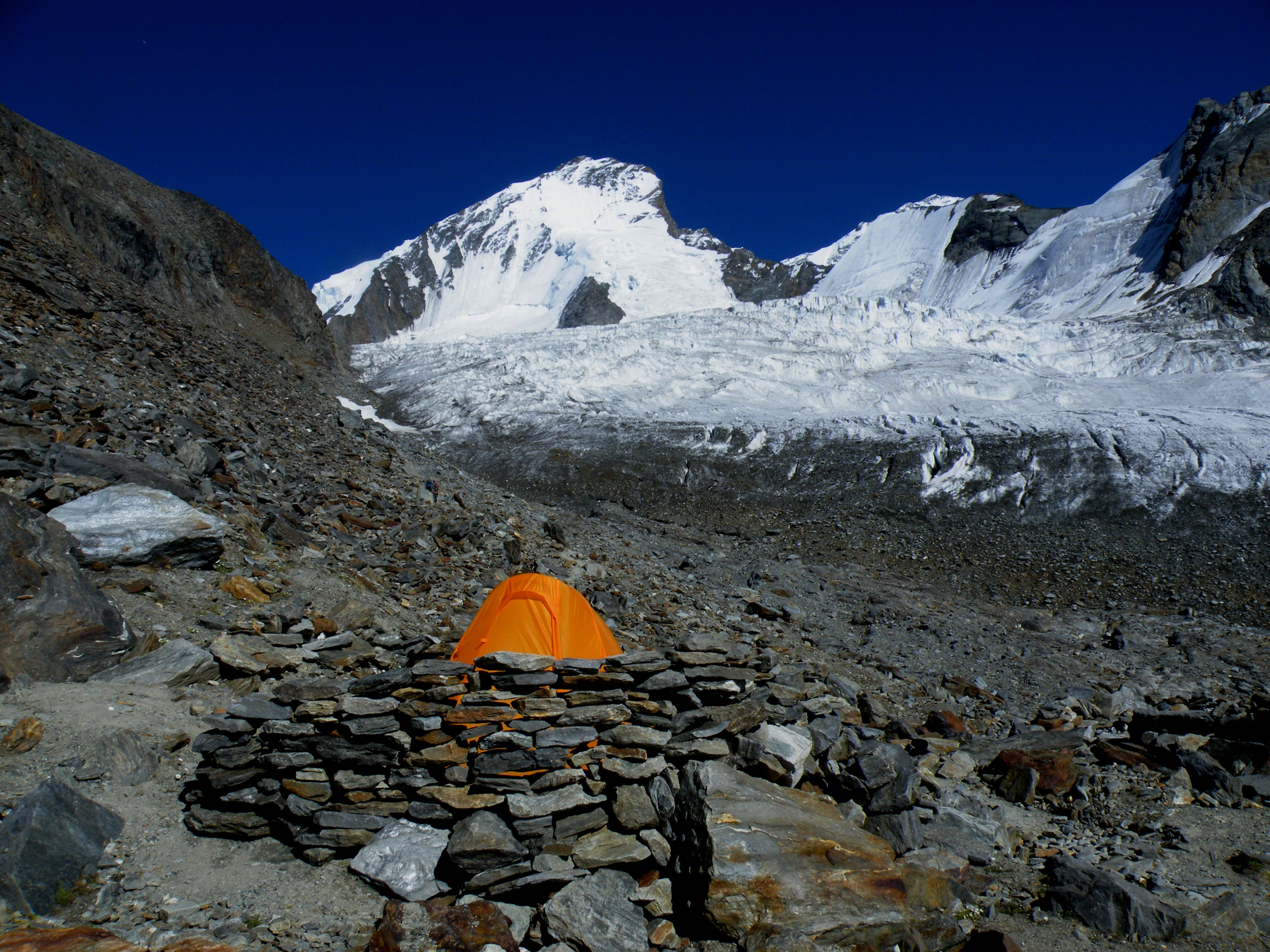
Западная сторона вершины Дом
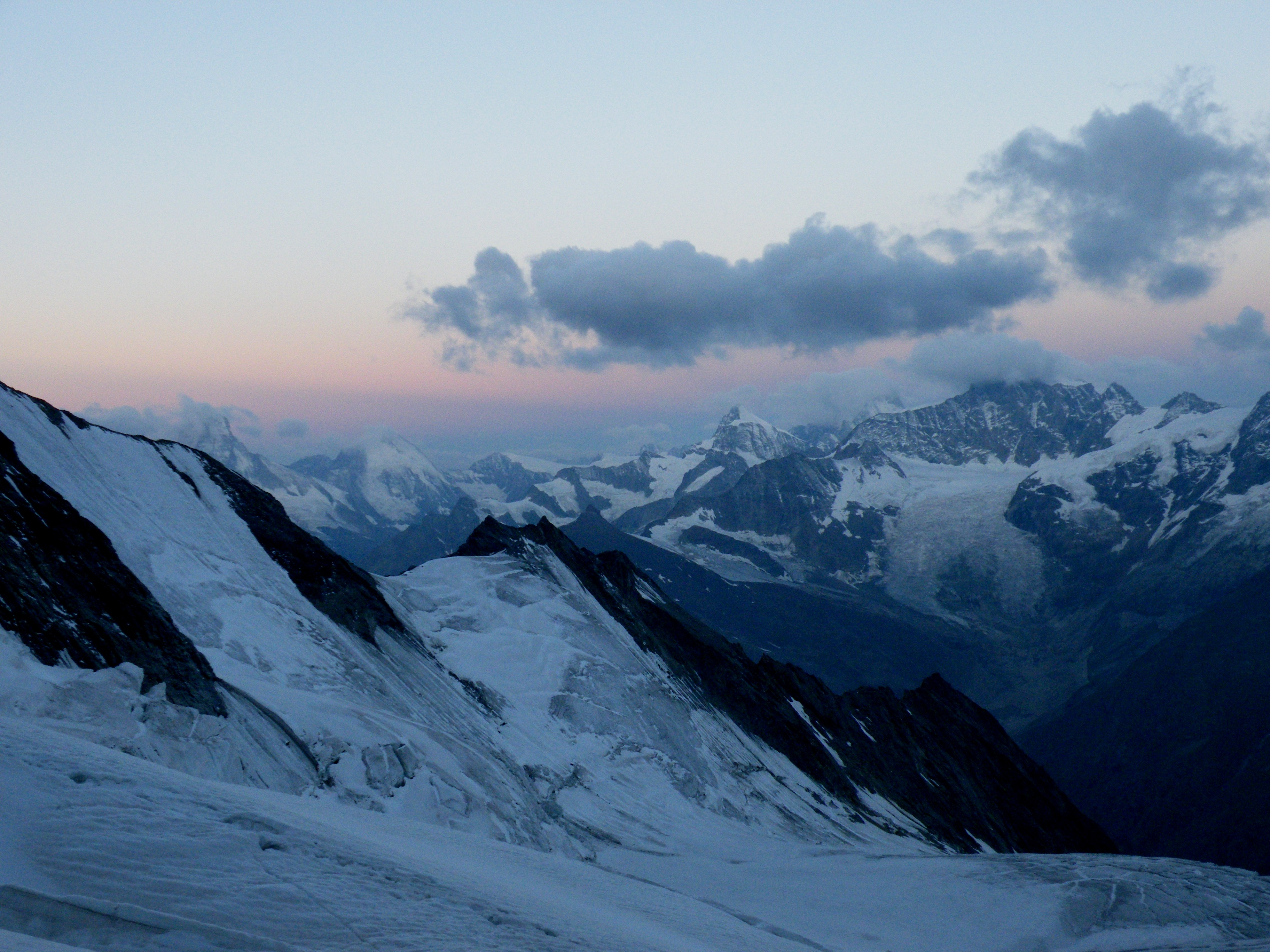
Вид в сторону вершины Маттерхорн с пика Дома
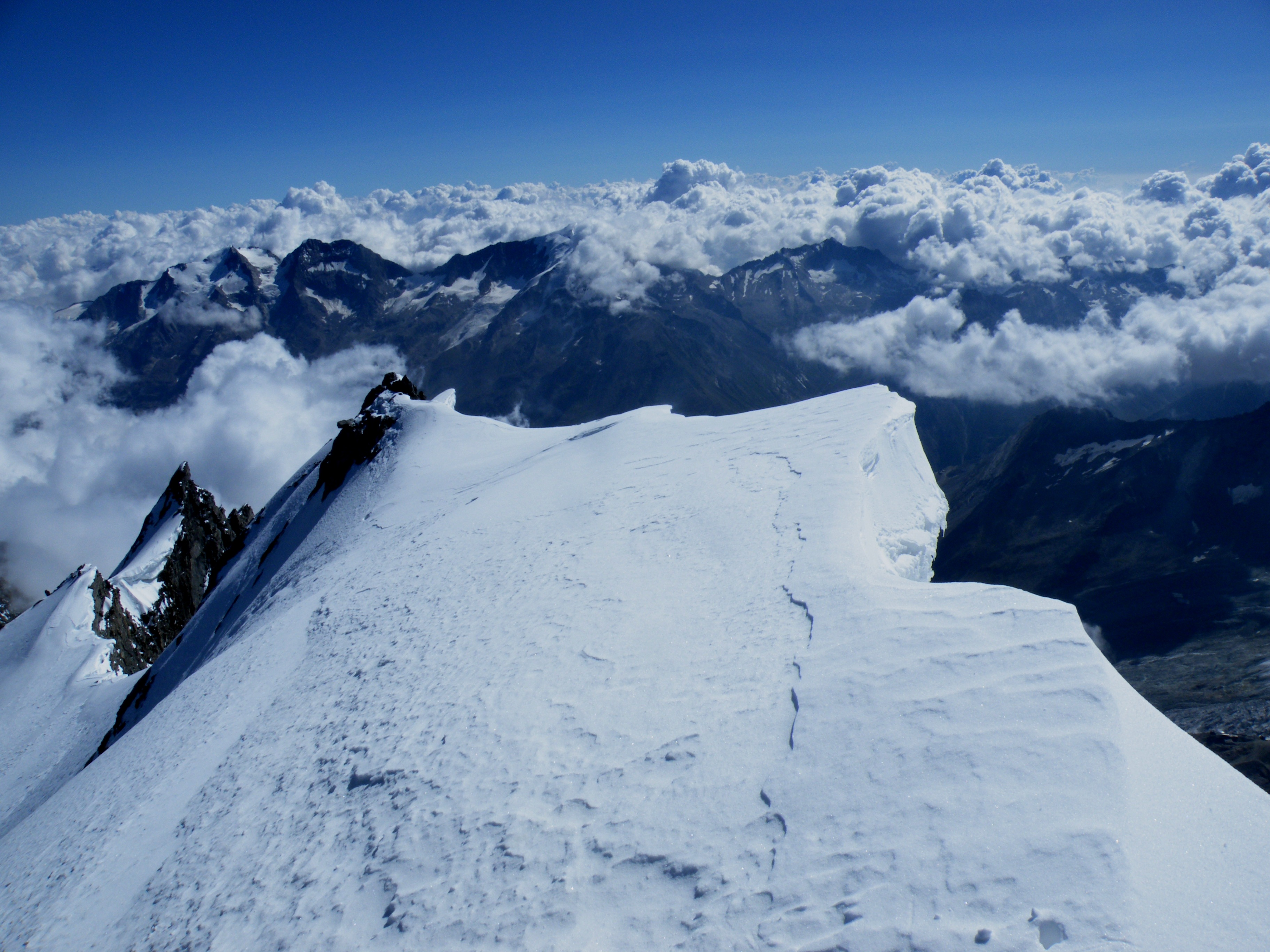
Вид с вершины горы Дом на восток